# Lijst van afleveringen van Cougar Town
Hier volgt een lijst van afleveringen van de Amerikaanse televisieserie Cougar Town. De eerste aflevering werd in de Verenigde Staten voor het eerst uitgezonden op 23 september 2009. De meeste afleveringen van het eerste seizoen zijn vernoemd naar nummers van de rockband Tom Petty & the Heartbreakers. Op 12 januari 2010 werd door ABC bekendgemaakt dat een tweede seizoen zal volgen.

## Overzicht
| Seizoen | Aantal afleveringen | Uitgezonden                     |  |
| ------- | ------------------- | ------------------------------- |  |
| 1       | 25                  | 23 september 2009 – 19 mei 2010 |  |
| 2       | 23                  | 22 september 2010 – 25 mei 2011 |  |
| 3       | 15                  | 14 februari 2012 – 29 mei 2012  |  |
| 4       | 15                  | 8 januari 2013 – 9 april 2013   |  |
| 5       | 13                  | 7 januari 2014 – 1 april 2014   |  |
| 6       | 13                  | 6 januari 2015 – 31 maart 2015  |  |

## Afleveringen

### Seizoen 1 (2009-2010)
| Nr. | Aflevering | Titel                          | Regisseur          | Schrijver(s)                                                             | Uitzenddatum Verenigde Staten | Uitzenddatum Nederland |  |
| --- | ---------- | ------------------------------ | ------------------ | ------------------------------------------------------------------------ | ----------------------------- | ---------------------- |  |
| 1   | 1          | Pilot                          | Bill Lawrence      | Kevin Biegel en Bill Lawrence                                            | 23 september 2009             | 23 maart 2010          |  |
| 2   | 2          | Into the Great Wide Open       | Chris Koch         | Bill Lawrence                                                            | 30 september 2009             | 30 maart 2010          |  |
| 3   | 3          | Don't Do Me Like That          | Gail Mancuso       | Kevin Biegel                                                             | 7 oktober 2009                | 6 april 2010           |  |
| 4   | 4          | I Won't Back Down              | Michael Spiller    | Chrissy Peitroch en Jessica Goldstein                                    | 14 oktober 2009               | 13 april 2010          |  |
| 5   | 5          | You Wreck Me                   | Jamie Babbit       | Linda Videtti Figueiredo                                                 | 21 oktober 2009               | 20 april 2010          |  |
| 6   | 6          | A Woman in Love (It's Not Me)  | Ken Whittingham    | Ryan Koh                                                                 | 28 oktober 2009               | 27 april 2010          |  |
| 7   | 7          | Don't Come Around Here No More | Sanjay Shah        | Sanjay Shah                                                              | 4 november 2009               | 4 mei 2010             |  |
| 8   | 8          | Two Gunslingers                | Phil Trail         | Mary Fitzpatrick                                                         | 18 november 2009              | 11 mei 2010            |  |
| 9   | 9          | Here Comes My Girl             | Lee Shallat-Chemel | Sam Laybourne                                                            | 25 november 2009              | 18 mei 2010            |  |
| 10  | 10         | Mystery Man                    | John Putch         | Christine Petrosh en Jessica Goldstein (scenario) Kevin Biegel (verhaal) | 9 december 2009               | 25 mei 2010            |  |
| 11  | 11         | Rhino Skin                     | Millicent Shelton  | Kate Purdy                                                               | 6 januari 2010                | 1 juni 2010            |  |
| 12  | 12         | Scare Easy                     | Chris Koch         | Kevin Biegel                                                             | 13 januari 2010               | n.n.b.                 |  |
| 13  | 13         | Stop Draggin My Heart Around   | Michael McDonald   | Mara Brock Akil                                                          | 20 januari 2010               | n.n.b.                 |  |
| 14  | 14         | All the Wrong Reasons          | Michael Spiller    | Peter Saji                                                               | 3 februari 2010               | n.n.b.                 |  |
| 15  | 15         | When a Kid Goes Bad            | Michael McDonald   | Linda Videtti                                                            | 10 februari 2010              | n.n.b.                 |  |
| 16  | 16         | What Are You Doin' in My Life? | Gail Mancuso       | Jessica Goldstein en Chrissy Pietrosh                                    | 3 maart 2010                  | n.n.b.                 |  |
| 17  | 17         | Counting on You                | Gail Mancuso       | Melody Derloshon                                                         | 10 maart 2010                 | n.n.b.                 |  |
| 18  | 18         | Turn This Car Around           | John Putch         | Kate Purdy                                                               | 24 maart 2010                 | n.n.b.                 |  |
| 19  | 19         | Everything Man                 | Michael McDonald   | Sam Laybourne                                                            | 31 maart 2010                 | n.n.b.                 |  |
| 20  | 20         | Wake Up Time                   | John Putch         | Michael McDonald                                                         | 14 april 2010                 | n.n.b.                 |  |
| 21  | 21         | Letting You Go                 | Michael McDonald   | Mara Brock Akil                                                          | 28 april 2010                 | n.n.b.                 |  |
| 22  | 22         | Feeling a Whole Lot Better     | John Putch         | Sanjay Shah                                                              | 5 mei 2010                    |                        |  |
| 23  | 23         | Breakdown                      | Bill Lawrence      | Bill Lawrence & Kevin Biegel                                             | 12 mei 2010                   | n.n.b.                 |  |
| 24  | 24         | Finding Out                    | Michael McDonald   | Ryan Koh                                                                 | 19 mei 2010                   | n.n.b.                 |  |

### Seizoen 2 (2010-2011)
| Nr. | Aflevering | Titel                          | Regisseur        | Schrijver(s)                         | Uitzenddatum Verenigde Staten | Uitzenddatum Nederland |  |
| --- | ---------- | ------------------------------ | ---------------- | ------------------------------------ | ----------------------------- | ---------------------- |  |
| 25  | 1          | All Mixed Up                   | Bill Lawrence    | Kevin Biegel & Bill Lawrence         | 22 september 2010             |                        |  |
| 26  | 2          | Let Yourself Go                | Michael McDonald | Kevin Biegel                         | 29 september 2010             |                        |  |
| 27  | 3          | Makin' Some Noise              | John Putch       | Sam Laybourne                        | 6 oktober 2010                |                        |  |
| 28  | 4          | The Damage You've Done         | John Putch       | Chrissy Pietrosh & Jessica Goldstein | 13 oktober 2010               |                        |  |
| 29  | 5          | Keeping Me Alive               | Michael McDonald | Sanjay Shah                          | 20 oktober 2010               |                        |  |
| 30  | 6          | You Don't Know How It Feels    | Michael McDonald | Blake McCormick                      | 27 oktober 2010               |                        |  |
| 31  | 7          | Fooled Again (I Don't Like It) | John Putch       | Peter Saji & Melody Derloshon        | 3 november 2010               |                        |  |
| 32  | 8          | Little Girl Blues              | Michael McDonald | Kate Purdy                           | 10 november 2010              |                        |  |
| 33  | 9          | When the Time Comes            | Bruce Leddy      | Mary Fitzgerald                      | 24 november 2010              |                        |  |
| 34  | 10         | The Same Old You               | Michael McDonald | Ryan Koh                             | 8 december 2010               |                        |  |
| 35  | 11         | No Reason to Cry               | Gail Mancuso     | Gregg Mettler                        | 5 januari 2011                |                        |  |
| 36  | 12         | A Thing About You              | Gail Mancuso     | Mary Fitzgerald & Kate Purdy         | 19 januari 2011               |                        |  |
| 37  | 13         | Lost Children                  | Miachel McDonald | Ryan Koh & Sam Laybourne             | 26 januari 2011               |                        |  |
| 38  | 14         | Cry to Me                      | Bruce Leddy      | Melody Deloshon                      | 2 februari 2011               |                        |  |
| 39  | 15         | Walls                          | Bill Lawrence    | Sean Lavery                          | 18 april 2011                 |                        |  |
| 40  | 16         | Baby's a Rock 'N' Roller       | Michael McDonald | Peter Saji                           | 20 april 2011                 |                        |  |
| 41  | 17         | You're Gonna Get It            | Michael McDonald | Michael McDonald                     | 27 april 2011                 |                        |  |
| 42  | 18         | Lonesome Sundown               | Bruce Leddy      | Sanjay Shah & Blake McCormick        | 4 mei 2011                    |                        |  |
| 43  | 19         | Damaged by Love                | Michael McDonald | Aaron Ho                             | 11 mei 2011                   |                        |  |
| 44  | 20         | Free Fallin'                   | Michael McDonald | Gregg Mettler                        | 18 mei 2011                   |                        |  |
| 45  | 21         | Something Good Coming, Part 1  | Michael McDonald | Jessica Goldstien & Chrissy Pietrosh | 25 mei 2011                   |                        |  |
| 46  | 22         | Something Good Coming, Part 2  | Bill Lawrence    | Bill Lawrence & Kevin Biegel         | 25 mei 2011                   |                        |  |

### Seizoen 3 (2012)
| Nr. | Aflevering | Titel                          | Regisseur        | Schrijver(s)                         | Uitzenddatum Verenigde Staten | Uitzenddatum Nederland |  |
| --- | ---------- | ------------------------------ | ---------------- | ------------------------------------ | ----------------------------- | ---------------------- |  |
| 47  | 1          | Ain't Love Strange             | Bill Lawrence    | Bill Lawrence                        | 14 februari 2012              |                        |  |
| 48  | 2          | A Heart With a Mind of Its Own | John Putch       | Chrissy Pietrosh & Jessica Goldstein | 21 februari 2012              |                        |  |
| 49  | 3          | Lover's Touch                  | Michael McDonald | Michael McDonald                     | 28 februari 2012              |                        |  |
| 50  | 4          | Full Moon Fever                | Courteney Cox    | Sanjah Shah                          | 6 maart 2012                  |                        |  |
| 51  | 5          | A One Story Town               | Bill Lawrence    | Kevin Biegel                         | 13 maart 2012                 |                        |  |
| 52  | 6          | Something Big                  | Michael McDonald | Gregg Mettler                        | 20 maart 2012                 |                        |  |
| 53  | 7          | You Can Still Change Your Mind | John Putch       | Blake McCormick                      | 10 april 2012                 |                        |  |
| 54  | 8          | Ways to Be Wicked              | Bruce Leddy      | Sam Laybourne                        | 17 april 2012                 |                        |  |
| 55  | 9          | Money Becomes King             | Michael McDonald | Ryan Koh                             | 24 april 2012                 |                        |  |
| 56  | 10         | Southern Accents               | Bruce Leddy      | Kate Purdy                           | 1 mei 2012                    |                        |  |
| 57  | 11         | Down South                     | John Putch       | Mary Fitzgerald                      | 8 mei 2012                    |                        |  |
| 58  | 12         | Square One                     | Courteney Cox    | Peter Saji                           | 15 mei 2012                   |                        |  |
| 59  | 13         | It'll All Work Out             | John Putch       | Melody Derloshon                     | 22 mei 2012                   |                        |  |
| 60  | 14         | My Life                        | John Putch       | Kevin Biegel                         | 29 mei 2012                   |                        |  |
| 61  | 15         | Your World                     | John Putch       | Bill Lawrence                        | 29 mei 2012                   |                        |  |

### Seizoen 4 (2013)
| Nr. | Aflevering | Titel                  | Regisseur              | Schrijver(s)                         | Uitzenddatum Verenigde Staten | Uitzenddatum Nederland |  |
| --- | ---------- | ---------------------- | ---------------------- | ------------------------------------ | ----------------------------- | ---------------------- |  |
| 62  | 1          | Blue Sunday            | Courteney Cox          | Bill Lawrence                        | 8 januari 2013                |                        |  |
| 63  | 2          | I Need to Know         | Courteney Cox          | Chrissy Pietrosh & Jessica Goldstein | 15 januari 2013               |                        |  |
| 64  | 3          | Between Two Worlds     | John Putch             | Kevin Biegel                         | 22 januari 2013               |                        |  |
| 65  | 4          | I Should Have Known It | Michael McDonald       | Melody Derloshon                     | 29 januari 2013               |                        |  |
| 66  | 5          | Runnin' Down a Dream   | John Putch             | Justin Halpern & Patrick Schumacker  | 5 februari 2013               |                        |  |
| 67  | 6          | Restless               | Courteney Cox          | Austen Faggen                        | 12 februari 2013              |                        |  |
| 68  | 7          | Flirting with Time     | Courteney Cox          | Blake McCormick                      | 19 februari 2013              |                        |  |
| 69  | 8          | You And I Will Meet    | John Putch             | Peter Saji                           | 26 februari 2013              |                        |  |
| 70  | 9          | Make It Better         | Michael McDonald       | Rachel Specter & Audrey Wauchope     | 5 maart 2013                  |                        |  |
| 71  | 10         | You Tell Me            | Michael McDonald       | Brad Morris & Emily Wilson           | 12 maart 2013                 |                        |  |
| 72  | 11         | Saving Grace           | Michael McDonald       | Blake McCormick                      | 19 maart 2013                 |                        |  |
| 73  | 12         | This Old Town          | John Putch             | Melody Derloshon                     | 26 maart 2013                 |                        |  |
| 74  | 13         | The Criminal Kind      | Randall Keenan Winston | Sean Lavery                          | 2 april 2013                  |                        |  |
| 75  | 14         | Don't Fade on Me       | John Putch             | Melody Derloshon & Blake McCormick   | 9 april 2013                  |                        |  |
| 76  | 15         | Have Love Will Travel  | John Putch             | Mary Fitzgerald & Peter Saji         | 9 april 2013                  |                        |  |

### Seizoen 5 (2014)
| Nr. | Aflevering | Titel                     | Regisseur        | Schrijver(s)                     | Uitzenddatum Verenigde Staten | Uitzenddatum Nederland |  |
| --- | ---------- | ------------------------- | ---------------- | -------------------------------- | ----------------------------- | ---------------------- |  |
| 77  | 1          | All or Nothing            | Michael McDonald | Blake McCormick                  | 7 januari 2014                |                        |  |
| 78  | 2          | Like a Diamond            | Brian Van Holt   | Melody Derloshon                 | 14 januari 2014               |                        |  |
| 79  | 3          | Depending on You          | Courteney Cox    | Melody Derloshon                 | 21 januari 2014               |                        |  |
| 80  | 4          | The Trip to Pirate's Cove | John Putch       | Peter Saji                       | 28 januari 2014               |                        |  |
| 81  | 5          | Hard on Me                | John Putch       | Mary Fitzgerald                  | 4 februari 2014               |                        |  |
| 82  | 6          | Learning to Fly           | John Putch       | Michael Lisbe & Nate Reger       | 11 februari 2014              |                        |  |
| 83  | 7          | Time to Move On           | Sam Jones        | Brad Morris & Emily Wilson       | 18 februari 2014              |                        |  |
| 84  | 8          | Mystery of Love           | Courteney Cox    | Rachel Specter & Audrey Wauchope | 25 februari 2014              |                        |  |
| 85  | 9          | Too Much Ain't Enough     | Josh Hopkins     | Sean Lavery                      | 4 maart 2014                  |                        |  |
| 86  | 10         | Too Good to Be True       | John Putch       | Jen D'Angelo                     | 11 maart 2014                 |                        |  |
| 87  | 11         | Refugee                   | Michael McDonald | Michael Lisbe & Nate Reger       | 18 maart 2014                 |                        |  |
| 88  | 12         | Love Is a Long Road       | Michael McDonald | Mary Fitzgerald                  | 25 maart 2014                 |                        |  |
| 89  | 13         | We Stand a Chance         | Courteney Cox    | Peter Saji                       | 1 april 2014                  |                        |  |

### Seizoen 6 (2015)
| Nr. | Aflevering | Titel                  | Regisseur        | Schrijver(s)                                   | Uitzenddatum Verenigde Staten | Uitzenddatum Nederland |  |
| --- | ---------- | ---------------------- | ---------------- | ---------------------------------------------- | ----------------------------- | ---------------------- |  |
| 90  | 1          | American Dream Plan B  | Courteney Cox    | Blake McCormick                                | 6 januari 2015                |                        |  |
| 91  | 2          | Full Grown Boy         | John Putch       | Kevin Biegel                                   | 13 januari 2015               |                        |  |
| 92  | 3          | To Find a Friend       | John Putch       | Melody Derloshon                               | 20 januari 2015               |                        |  |
| 93  | 4          | Waiting for Tonight    | Michael McDonald | Brad Morris & Emily Wilson                     | 27 januari 2015               |                        |  |
| 94  | 5          | Even the Losers        | Busy Philipps    | Sean Lavery                                    | 3 februari 2015               |                        |  |
| 95  | 6          | The Wrong Thing to Do  | John Putch       | Eric Ernst                                     | 10 februari 2015              |                        |  |
| 96  | 7          | The Wild One, Forever  | Josh Hopkins     | Blake McCormick                                | 17 februari 2015              |                        |  |
| 97  | 8          | This One's For Me      | Michael McDonald | Brad Morris & Emily Wilson                     | 24 februari 2015              |                        |  |
| 98  | 9          | Two Men Talking        | John Putch       | Melody Derloshon                               | 3 maart 2015                  |                        |  |
| 99  | 10         | Yer So Bad             | John Putch       | Sean Lavery                                    | 10 maart 2015                 |                        |  |
| 100 | 11         | Climb That Hill        | Courtney Rowe    | Melody Derloshon                               | 17 maart 2015                 |                        |  |
| 101 | 12         | A Two Story Town       | John Putch       | Sean Lavery & Brad Morris & Emily Wilson       | 24 maart 2015                 |                        |  |
| 102 | 13         | Mary Jane's Last Dance | Courteney Cox    | Bill Lawrence & Blake McCormick & Kevin Biegel | 31 maart 2015                 |                        |  |